# Park Narodowy Mago
Park Narodowy Mago – park narodowy w Etiopii, w regionie administracyjnym Jedebub Byhierocz, Byhiereseboczynna Hyzbocz. Ma 2162 km² powierzchni, i jest oddalony o około 789 km na południe od Addis Abeby, 115 km na północ od Omorate i 26 km na południowy zachód od Jinki. Został założony w 1979 roku. Na jego terytorium występuje sawanna i lasy akacjowe. Żyje tu wiele zagrożonych gatunków zwierząt, m.in. żyrafy, bawoły i słonie. Przez park przepływa rzeka Mago.